# Waisenhaus am Rennweg

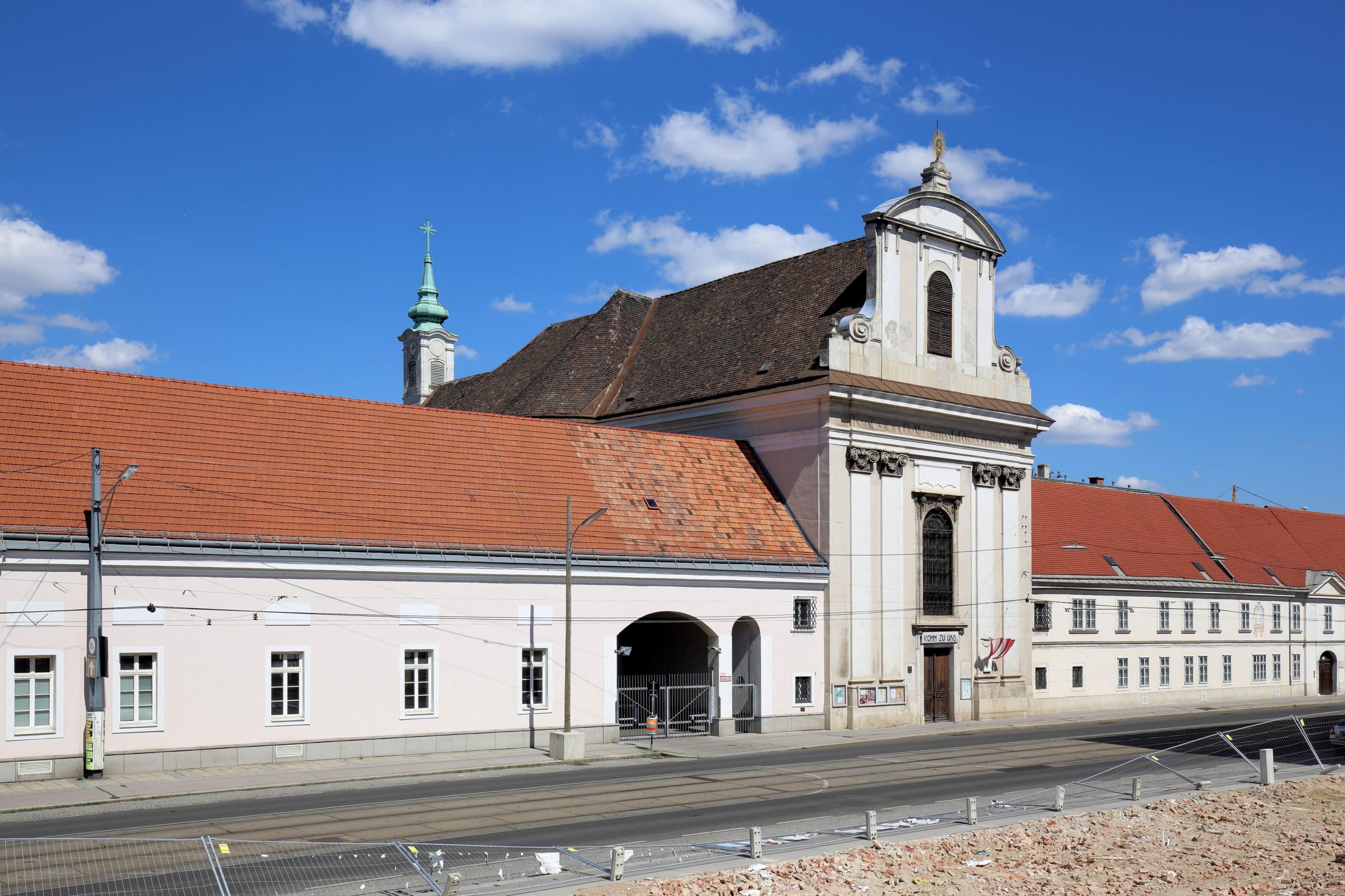
Ehemaliges Waisenhaus am Rennweg

Das ehemalige Waisenhaus am Rennweg im 3. Wiener Gemeindebezirk Landstraße bildet eine weitläufige, mehrhöfige, spätbarocke Anlage auf einem großen Grundstück zwischen Rennweg 89–93 und Landstraßer Hauptstraße 146–148 und Oberzellergasse 1. Die Hauptfassaden des Waisenhauses wie auch der frühjosephinischen Saalkirche (die heutige Pfarrkirche Mariä Geburt) schauen zum Rennweg.

## Waisenhaus am Rennweg
Johann Michael Kienmayer, Besitzer einer Baumwollspinnerei am Rennweg, begab 1742 eine Stiftung für ein Waisenhaus. Bereits 1743 wurde eine Kapelle Mariä Heimsuchung geweiht. Ab 1745 wurde das Waisenhaus erbaut. Im Jahre 1759 wurde der Jesuit Ignaz Parhamer als Superintendent eingesetzt. Nach dem Erwerb des Areals durch Kaiserin Maria Theresia wurde das Waisenhaus baulich von 1759 bis 1763 einschließlich einer zweiten Kapelle nach den Plänen des Architekten Matthias Franz Gerl erweitert. Nach einer Vereinigung der Stiftung Kienmayer mit der Chaos’schen Stiftung für Waisenkinder wurde das Waisenhaus von 1767 bis 1771 wiederum erweitert. Ab 1768 wurde die Waisenhauskirche Mariä Geburt nach den Plänen des Architekten Thaddäus Karner mit Baumeister Leopold Grossmann errichtet und im Jahre 1770 geweiht. Der Westtrakt am Rennweg wurde nach Plänen des Architekten Johann Ferdinand Mödlhammer errichtet. 1783 wurde die Waisenhauskirche zur Pfarrkirche erhoben (Pfarrkirche Rennweg). Nach Verlegung des Waisenhauses vom Rennweg auf den Alsergrund verlor die Kirche 1785 ihre Funktion als Waisenhauskirche. Das Waisenhaus am Rennweg galt als Pionierbau und Vorbild für die nachfolgenden Waisenhausbauten in Österreich-Ungarn.

## Artilleriekaserne am Rennweg
Im Jahre 1797 wurde die Nutzung zu einer Artilleriekaserne geändert. Dafür wurde die Anlage (vor 1832) um zwei Höfe in Richtung der Stadtmitte Wiens erweitert. Um 1854 wurde in einem Hof eine Winterreitschule nach Plänen der Architekten August Sicard von Sicardsburg und Eduard van der Nüll errichtet. Die Abschlussbauten zur Landstraßer Hauptstraße hin stammen aus der Zeit um 1880.

## Architektur
Der östlich der Kirche am Rennweg erbaute Flügel von 1759 bis 1763, wie auch der westliche von 1770, bestehen aus zweigeschoßigen, traufständigen Bauten mit Korbbogeneinfahrten. Manche Erdgeschoßräume sind mit Tonnen und Stichkappen eingewölbt. Die Fassade zeigt einfache Rechteckfenster mit schmiedeeisernen Klostergittern. Die Winterreithalle, um 1854 als basilikaler Backsteinbau errichtet, hat an der Vorder- und Rückfront ein Rundbogenportal und zeigt an den Seitenfassaden Strebepfeiler und Biforien. Die Fassaden auf Rennweg 93 und Landstraßer Hauptstraße 148A aus 1880 tragen eine historistische Gestaltung mit Risalitgliederung und Eckquaderung.

## Nachweise
1. ↑  Leopold Grossmann verfertigte etwa auch die Pläne für das Waisenhaus in der Burger-Vorstadt im siebenbürgischen Hermannstadt, an dem Áron Márton 1929 Studienpräfekt war. Vgl. Andrei Kertesz: Hermannstadt in Siebenbürgen, Verlag Terra Incognita, Sibiu 1999, S. 144

Koordinaten: 48° 11′ 25,4″ N, 16° 23′ 52,6″ O